# CouchDB
Apache CouchDB, chiamato più semplicemente CouchDB, è un DBMS non relazionale.
È un database NoSQL che utilizza JSON per memorizzare i dati, JavaScript come linguaggio di interrogazione che fa uso di MapReduce e  HTTP come API. CouchDB è stato distribuito per la prima volta nel 2005 e successivamente è diventato un progetto Apache nel 2008.